# Мусаві Маджид
Сейє́д Хоссе́йн Мусаві́ Ефтехарі́ (перс. سید حسین موسوی افتخاری) — іранський військовий командувач, який з 14 червня 2025 року обіймає посаду командувача Повітряно-космічних сил Корпусу вартових Ісламської революції (КВІР).

## Кар'єра
14 червня 2025 року верховний лідер Ірану Алі Хаменеї призначив Мусаві новим командувачем Повітряно-космічних сил КВІР після вбивства його попередника, Аміра Алі Гаджизаде, внаслідок ізраїльського авіаудару 13 червня 2025 року.

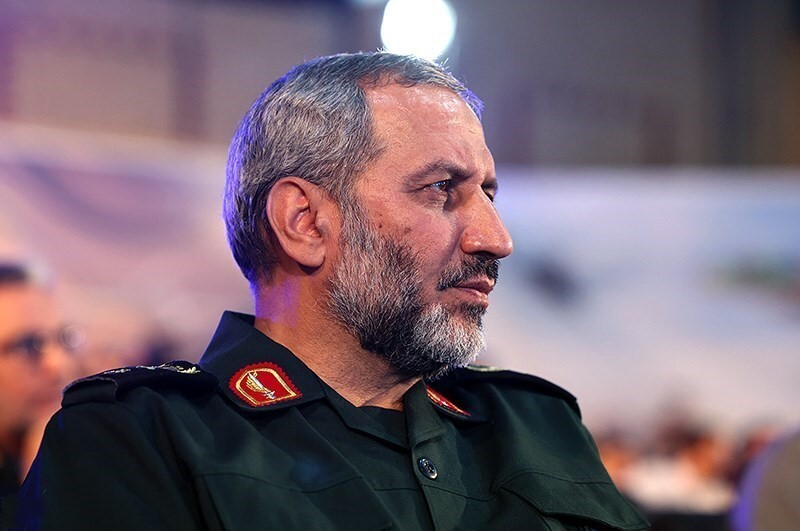
Мусаві у 2023 році

Раніше він обіймав посаду заступника командувача Повітряно-космічних сил КВІР з 2009 року до свого призначення командувачем.

## Санкції
18 грудня 2024 року Державний департамент США оголосив у заяві, що Сполучені Штати запровадили санкції проти Мусаві, на той час заступника командувача Повітряно-космічних сил КВІР, а також двох іранських організацій за їхню роль у підтримці іранських програм балістичних ракет та безпілотників.